# Phaeospilodes bambusae
Phaeospilodes bambusae är en tvåvingeart som beskrevs av Erich Martin Hering 1940. Phaeospilodes bambusae ingår i släktet Phaeospilodes och familjen borrflugor. Inga underarter finns listade i Catalogue of Life.